# Saint-Antonin, Québec
Saint-Antonin är en stad (kommun av typen ville) i provinsen Québec i Kanada. Den ligger i regionen Bas-Saint-Laurent, i den östra delen av landet, 500 km nordost om huvudstaden Ottawa.